# Suggestivkraft
Suggestivkraft ist das Vermögen, das Potential oder die Fähigkeit eines Mediums oder einer Darstellung, das Denken, Fühlen, Wollen oder Handeln einer Person suggestiv zu beeinflussen. 
Suggestivkraft kann einem Medium (Film, Fernsehen, Fotografie, Gemälde, Grafik, Skulptur, geschriebenen Text, u. Ä.) oder einer Darstellung wie gesprochenem Text, Performance, Theater, Tanz, Pantomime, u. Ä. zugesprochen werden.

## Verwendungsbeispiele (Zitate)

### Fernsehen
„Dass in diesem Zusammenhang der Rundfunk und speziell das Fernsehen am stärksten reguliert ist, hängt heute vor allem damit zusammen, dass dieses Medium aufgrund seiner besonderen Suggestivkraft eine weit größere Wirkung auf den Rezipienten erzielt als die übrigen Medien und dass es diesen auch in seiner Wirkung auf die Gesellschaft durch seine massenhafte Verbreitung und seinen Glaubwürdigkeitsvorsprung weit überlegen ist.“

### Film
„Bevor es unerträglich wird, zieht sich die Kamera zurück, geht auf Distanz. "Ernst-Busch"-Absolventin Sandra Hüller (ausgezeichnet mit dem "Bayerischen Filmpreis"), die in ihrer Zartheit und Stärke Ähnlichkeit mit Cate Blanchett aufweist, gibt sich seelisch verletzlich, ist mal charmant-aufgeweckte Studentin, dann weinendes Wrack. Die Suggestivkraft dieser Darstellungskunst und die emotionalen Stimmigkeit des aufrüttelnden Dramas ist von seltener Brillanz.“

### Fotografie
„Heges Aufnahmen sind von hoher Qualität und von zeittypischer dynamisierender Suggestivkraft. Die olympische Landschaft wird zum Wohnort der Götter und Heroen.“

### Theater/Tanz
„Die Aufführung brachte auch wegen ihrer provokativen Erotik Aufruhr ins Theater. 1916 musste die Szene mit dem Schal für das prüde Amerika entschärft werden (Buckle 1984:305). Doch viele Zuseher verfielen gerade wegen der schockierenden Formenwahl der unwirklichen und traumartigen Suggestivkraft von Nijinskys Ballett.“

### Rituale
„Darüber hinaus sind es vor allem die Rituale der römischen Kirche, welche die Menschen in ihren Bann schlagen: Vom genau festgelegten Protokoll zur Verkündung des Todes, über die Aufbahrung und Beerdigung des Leichnams im Petersdom bis zum mittelalterlich anmutenden Konklave zur Wahl des neuen Papstes - es sind seit Jahrhunderten praktizierte Rituale, die offenbar bis heute ihre Suggestivkraft bewahrt haben.“

### Spiritualität
„Es ist eine Welt der Einkehr, der Meditation und Kontemplation – und weil Übersinnliches eine Suggestivkraft hat, wird der, der ihren Gedanken folgt, dazu verführt, eine eigene, nicht nachbildbare Wirklichkeit entstehen zu lassen.“